# Herb gminy Rząśnia
Herb gminy Rząśnia – jeden z symboli gminy Rząśnia, autorstwa Marka Adamczewskiego i Andrzeja Kupskiego, ustanowiony 24 maja 2010.

## Wygląd i symbolika
Herb przedstawia na tarczy w polu błękitnym postacie Świętego Mateusza i Świętego Macieja w szatach srebrnych z nimbami złotymi, podpierające się narzędziami swojego męczeństwa - toporami o rękojeściach złotych, ostrzami do dołu i na zewnątrz. Św. Mateusz jest dodatkowo przepasany na złoto i trzyma w prawicy otwartą księgę Ewangelii oprawioną czarno, zaś Św. Maciej przyciska do piersi lewicą zamkniętą księgę czarną. Herb przypomina o patronach parafii w Rząśni w wiekach XVI i XVII.

## Historia
Projektanci herbu - Marek Adamczewski i Andrzej Kupski, rozważyli w toku postępowania opcje związane z etymologią nazwy "Rząśnia" oraz lokalnymi stosunkami własnościowymi. Pojawiły się dwa projekty nawiązujące do Marcina Bielskiego i jego syna - Joachima, którzy żyli i tworzyli w Rząśni. Jednym z projektów był Prawdzic Bielskich z dwiema otwartymi księgami na murze, zaś drugim - Prawdzic z księgą zamiast prawdy. Księgi symbolizować miały osiągnięcia literackie Bielskich. Oba projekty odrzucono, stwierdzając, że Bielscy i ich twórczość nie wywarli dużego wpływu na teren dzisiejszej gminy. Opcją nawiązującą do etymologii nazwy miał być herb ze stylizowanym wrzosem w godle. Nazwa "Rząśnia" ma pochodzić od rzęsa czyli wrzos. Projekt odrzucono, ponieważ skojarzenie gminy Rząśnia z rysunkiem wrzosu nie jest natychmiastowe ani oczywiste. Ostatecznie wybrano za godło dawnych patronów parafii w Rząśni. Dla symetrii obaj otrzymali topory (rozważano miecz w przypadku Mateusza). Mateusz, jako jeden z autorów Ewangelii - trzyma jej egzemplarz otwarty. Maciejowi przypisywano autorstwo apokryficznej Ewangelii Św. Macieja i tzw. Przekazów Św. Macieja. Fakt ten oddano dodając świętemu zamkniętą księgę.
Herb przyjęto uchwałą nr XXXI/218/2010 z dnia 24 maja 2010 roku.